# 1264 Letaba
Letaba (asteróide 1264) é um asteróide da cintura principal com um diâmetro de 74,74 quilómetros, a 2,4114544 UA. Possui uma excentricidade de 0,1573203 e um período orbital de 1 768,17 dias (4,84 anos).
Letaba tem uma velocidade orbital média de 17,60696394 km/s e uma inclinação de 25,02401º.
Esse asteróide foi descoberto em 21 de Abril de 1933 por Cyril Jackson.